# 東九州コミュニティー放送
東九州コミュニティー放送株式会社（ひがしきゅうしゅうコミュニティーほうそう）は、福岡県築上郡築上町（旧椎田町および旧築城町）および豊前市、行橋市、みやこ町の一部地域を放送区域として超短波放送（FM放送）を行う特定地上基幹放送事業者である。スターコーンエフエムの愛称でコミュニティ放送を行っていた。

## 概要
2000年（平成12年）に旧椎田町に於いて開局。県内で3局目のコミュニティ放送局であり、かつ県内で唯一町域を対象に放送している。
聴取エリアは、京築地域を中心に、北は北九州市小倉南区、田川郡の一部、南は大分県中津市の一部。
聴取可能世帯は約8万世帯、エリア人口は約25万人。
放送時間は6:00 - 24:00であり、深夜は放送休止となる。自社制作時間帯以外はミュージックバードの番組を放送。
かつてはTOKYO FMの「立花裕人のMORNING FREEWAY」を、コミュニティ放送局で唯一、8時までフルネットしていた。
沿革
- 1999年（平成11年）
  - 5月6日 - 東九州コミュニティー放送株式会社設立
  - 11月18日 - 放送局（現特定地上基幹放送局）の予備免許取得
  - 12月22日 - 放送局の免許取得
- 2000年（平成12年）1月8日 - 開局
- 2025年（令和7年）3月31日 - 閉局[3]。

## 主な番組
- スターコーン ほっと!ネットラジオ（月 - 金）11:00 - 13:54
- TsuikiAB Information Radio HOT SCRAMBLE（金）20:00 - 21:00

ミュージックバードを通じ遅れネットで全国のコミュニティ放送局で放送。
- 瓦川ユミのちょっと聞いてー!

（月）14:00 - 14:30
再放送（土）10:00 - 10:30